# Locavore
Un locavore és una persona que sols menja aliments produïts dins d'un radi màxim d'entre 80 i 240 quilòmetres al voltant de casa seva. A vegades també s'utilitza el mot localvore, és a dir aquells que mengen local.

## Orígens del concepte
El mot "locavore" va ser encunyat per Jessica Prentice, a San Francisco l'any 2005, amb motiu de la commemoració del Dia Mundial del Medi Ambient, per tal de promoure dietes basades en aliments cultivats o produïts en un radi no superior a 160 quilòmetres. El locavorisme és un moviment fortament arrelat en l'àmbit anglosaxó, però amb una clara tendència expansiva en els països occidentals.
El New Oxford American Dictionary defineix un "locàvor" com algú que cerca consumir productes alimentaris locals. "Locavore" va ser declarada per aquest diccionari com la paraula de l'any 2007.

## Bases dellocavorisme
El moviment dels "locàvors" encoratja els consumidors a comprar productes frescos, als mercats pagesos i, de manera directa, als agricultors locals. Impulsa models com l'agricultura sostenguda per la comunitat CSA, l'agricultura pagesa, els mercats locals, les xarxes de granges associades a grups de consumidors, les cooperatives de consum de productes ecològics i/o locals, etc. També promou la producció i elaboració pròpia dels aliments, els horts urbans i els horts escolars.
Es considera que els aliments de proximitat, produïts per pagesos coneguts o propers, en general són més frescos i, en escapar als models productius de tipus industrial, posseeixen unes òptimes qualitats nutricionals i de sabor.
Els locàvors són també defensors del medi ambient, ja que sostenen que els transport dels aliments des de llargues distàncies, aliments viatgers, és una de les majors causes d'emissions contaminants a l'atmosfera, causants del canvi climàtic, tant pel consum energètic usat per al transport com per als costos energètics que requereix l'agricultura basada en monocultius d'exportació (que d'altra banda sols és possible amb un consum creixent d'agroquímics i fertilitzants). Per tant, el fet de girar-se cap als agricultors propers i donar-los la mà, establint nous canals de comercialització, genera un conjunt d'efectes positius de signe divers: per una banda millora la dieta i la reequilibra, fent front als greus problemes de salut que provoca l'alimentació industrial; per l'altra sosté un ampli moviment interessat per l'agricultura ecològica i/o sostenible, les varietats locals, les races autòctones i la gastronomia basada en productes locals de qualitat; en fer que la despesa alimentària prioritzi els agricultors, ramaders, transformadors i comerciants locals, se sosté un teixit productiu amenaçat i es genera ocupació; es redueixen els costos energètics esmerçats en la producció i transport dels aliments i, per acabar, es mantenen els espais rurals conrats i gestionats d'una manera eficient i sostenible.
El moviment a favor dels aliments locals està guanyant impuls a mesura que la gent en descobreix el millor sabor, recuperant, en els llocs on encara n'hi ha el record culinari, varietats locals i races autòctones lligades a la gastronomia i la cultura dels països concrets. En l'àmbit nord-americà caldria esmentar la influència de llibres com Animal, Vegetable, Miracle: A year of Food Life, escrit per Barbara Kingsolver, detallant l'intent de la seva família de menjar només aliments cultivats localment durant tot un any. Lev Grossman de la revista Time el va nomenar com un dels 10 millors llibres de ficció de 2007. Un extracte del llibre va ser publicat per la revista Mother Jones.